# EA Digital Illusions CE
EA Digital Illusions Creative Entertainment AB (EA DICE) je švedski proizvođač videoigara, u vlasništvu američkog Electronic Artsa. EA DICE je poznat po videoigrama Battlefield i Mirror's Edge. 

## Videoigre
Poznate videoigre i serijali EA Digital Illusionsa su:
- Pinball serijal
- Battlefield serijal
- Mirror's Edge
- Shrek
- Motorhead

## Vanjske poveznice
- Službena stranica
- Digital Illusions na MobyGames
- Digital Illusions na Curlie
- The Silents: Službena stranica